# De la Salle
De la Salle fou un vaixell francès, de la Compagnie Générale Transatlàntique-French Line amb 4.713 tones de desplaçament varat el 1921. Traslladà refugiats de la Guerra Civil espanyola a Amèrica. Va fer tres viatges a la República Dominicana. El 1940 va ser requisat per la marina alemanya en previsió de la invasió d'Anglaterra i el 1941 retornat als seus propietaris. Més tard fou capturat pels britànics i el 1943 fou torpedinat i enfonsat pels alemanys al Golf de Benin. Hi moriren deu persones d'un total de 249.